# Quillajasäure
Quillajasäure (synonym Quillaja-Sapogenin) ist eine chemische Verbindung aus der Gruppe der Triterpene.

## Vorkommen und Verwendung

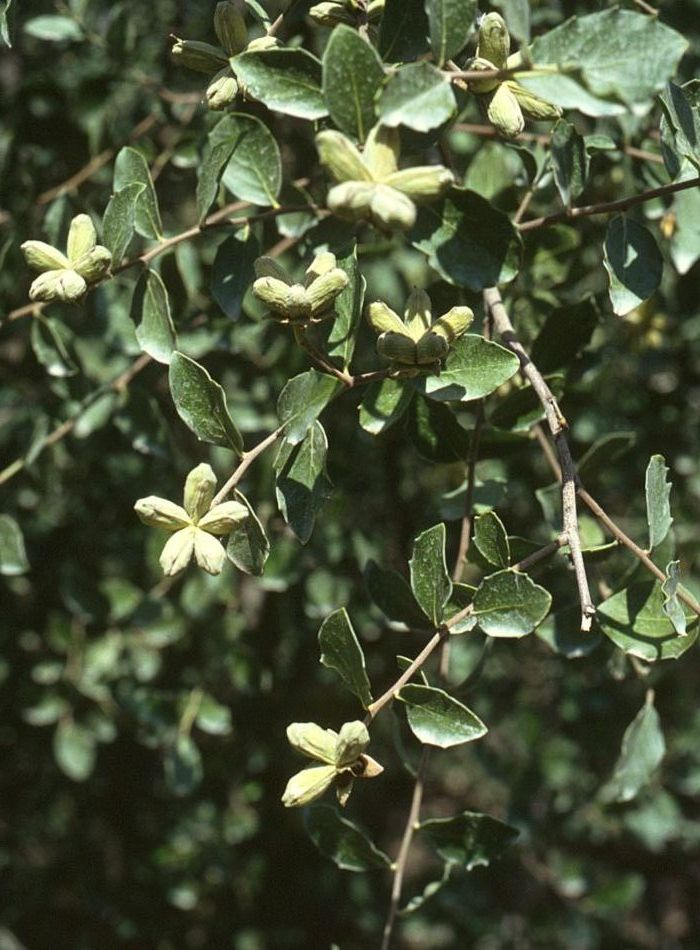
Seifenrindenbaum (Quillaja saponaria)

Die Quillajasäure wird vom Seifenrindenbaum (Quillaja saponaria) gebildet. Durch Glykosylierung unter anderem mit Fucose und Apiose entstehen glykoside Saponine, die als Extrakt QS-21 gereinigt und als Adjuvans bei Impfstoffen verwendet werden. Dementsprechend werden synthetische Analoga von QS-21 aus Quillajasäure erzeugt. Quillajasäure bezeichnete früher auch die in QS-21 enthaltenen Saponine, heute nur noch das unglykosylierte Sapogenin (Aglykon der Saponine).